# Itsaso Arana
Itsaso Arana est une actrice, scénariste et réalisatrice espagnole.

## Biographie
Née à Tafalla, en Navarre, Itsaso Arana allait une fois par semaine à l'école de théâtre de Navarre (es) à Pampelune quand elle était adolescente. Elle étudie ensuite à l'Académie royale supérieure d'art dramatique de Madrid puis fait du théâtre dans des compagnies où les acteurs créent souvent leurs propres pièces. 
En 2004, elle fonde sa propre troupe de théâtre, La Tristura. 
Pour Eva en août, qu'elle a co-écrit avec Jonas Trueba, elle s'inspire d'un moment comparable de crise qu'elle a pu traverser, logeant dans l'appartement prêté par Sigfrid Monleón, qui joue dans le film avec elle. Le tournage s'apparente à celui d'un documentaire, où toute l'équipe s'insère dans les lieux et les fêtes.
En 2022, elle passe à la réalisation avec Les filles vont bien (Las chicas están bien).

## Filmographie

### Actrice

#### Cinéma
- 2008 : On verra demain (Hoy no se fia, mañana si) de Francisco Avizanda : la servante
- 2014 : Las altas presiones d'Angel Santos : Alicia
- 2016 : La reconquista de Jonás Trueba : Manuela
- 2016 : Acantilado d'Helena Taberna : Patricia
- 2018 : Duerme negrita (court métrage) d'Ainara Porron Arratibel :
- 2019 : À dix-sept ans (Diecisiete) de Daniel Sánchez Arévalo : Esther
- 2020 : Eva en août (La virgen de agosto) de Jonás Trueba : Eva (également scénariste)
- 2020 : Hil-Kanpaiak d'Imanol Rayo : Berta
- 2022 : La voluntaria de Nely Reguera : Caro
- 2022 : Venez voir (Tenéis que venir a verla) de Jonás Trueba : Elena
- 2023 : Les filles vont bien (Las chicas están bien) d'elle-même : Itsaso
- 2024 : Septembre sans attendre (Volveréis) de Jonás Trueba : Ale

#### Télévision
- 2008 : El comisario (série télévisée), deux épisodes
- 2008 : Eva y kolegas (série télévisée) : Josune
- 2011 : Ange ou démon (Angel o demonio) (série télévisée), un épisode
- 2011 : El asesinato de Carrero Blanco (mini série télévisée) de Miguel Bardem : Itziar
- 2011 : 14 de abril. La República (série télévisée), deux épisodes :
- 2012 : Hospital Central (série télévisée), un épisode : professeure Paloma
- 2012-2013 : El don de Alba (série télévisée) : Andrea Santos
- 2014 : Prim, el asesinato de la calle del Turco (téléfilm) de Miguel Bardem : Josefa
- 2016 : Carlos, rey emperador (série télévisée), un épisode : Maria Manuela
- 2017-2020 : Vergüenza (série télévisée) : Veronica
- 2018 : Los habitantes de la casa deshabitada (téléfilm) de Marisa Paniagua : Silvia
- 2020 : Gente hablando (série télévisée), un épisode
- 2020 : Alta Mar (série télévisée) : Anna
- 2020-2021 : Dime quién soy (série télévisée) : Edurne
- 2021 : Reyes de la noche (série télévisée) : Marga Laforet
- 2022 : Les Filles du dernier rang (Las de la ultima fila) (mini série télévisée) de Daniel Sanchez Arévalo : Sara

### Scénariste
- 2019 : Eva en août (La virgen de agosto) de Jonas Trueba
- 2023 : Les filles vont bien (Las chicas estan bien) d'elle-même
- 2024 : Septembre sans attendre (Volveréis) de Jonás Trueba

### Réalisatrice
- 2023 : Les filles vont bien (Las chicas estan bien)

## Théâtre
- 2016 : Ciné d'Itsaso Arana et Celso Giménez, Festival de Otoño a Primavera (es) (actrice, conceptrice)
- 2018 : Future Lovers, Teatros del Canal (es) (collaboratrice à la dramaturgie)
- 2020 : 3 annonciations de Pascal Rambert, Théâtre national de Bretagne (actrice, en alternance avec Bárbara Lennie)

## Distinctions
- Prix du meilleur scénario et de la meilleure interprétation féminine au Festival Cinespaña de Toulouse 2019 pour Eva en août